# Verbascum schmidii
Verbascum schmidii är en flenörtsväxtart som beskrevs av Kern.. Verbascum schmidii ingår i släktet kungsljus, och familjen flenörtsväxter. Inga underarter finns listade i Catalogue of Life.